# Луганський академічний обласний російський драматичний театр
Луганський академічний обласний російський драматичний театр — обласний російськомовний академічний драматичний театр у місті Луганську.

## Загальна інформація
Луганський академічний обласний російський драматичний театр міститься у спеціально зведеній великій функціональній будівлі, й розташований за адресою:
вул. Коцюбинського, 9-а, м. Луганськ-91055 (Україна).
Директор закладу — Михайлюк-Філіппова Галина Миколаївна.

## Історія та сьогодення театру

### Початки театру
Луганський обласний російський драматичний театр було засновано в 1939 році — у березні в Луганську розпочала роботу нова театральна трупа. Її склали випускники Ленінградського театрального училища (32 особи) і 15 досвідчених акторів, в тому числі і учасники «Шахтарки Донбасу» 3. Утєхіна, В. Клопотов, В. Шмукловський. Очолив колектив один із найдосвідченіших майстрів сцени А. Тункель, головним художником став В. Айвазян, директором — К. Перлов. Перший театральний сезон було відкрито 26 жовтня в приміщенні Палацу культури ім. В. Леніна міста Луганська прем'єрним показом п'єси «Павел Греков» Б. Войтехова і Л. Ленча.
Театр відпрацював трохи більше одного сезону, допоки його зростання не перервала Друга Світова війна — у вересні 1941 року заклад було розформовано. Проте колективу була надана можливість лишитися театром — заклад евакуювали до Намангану (Узбекистан), де він опинився 5 грудня 1941 року, відразу приступивши до роботи. У цей час художнє керівництво театром здійнювали режисери Є. Гричук та М. Гайдаров, головний художник І. Алєксєєв. Виступи закладу тривали до 8 квітня 1942 року.
Вже 3 листопада 1943 року театр отримав виклик зі звільненого Луганська, а вже 13-го відкрив сезон виставою «Жди меня».
У творчих пошуках ще в 1940-ві театр віднайшов своє обличчя са́ме в роботі з класичним матеріалом. Режисер Миколай Гайдаров поставив спектаклі: «Каменный властелин» Лесі Українки, «Мария Стюарт» Ф. Шиллера, «Маскарад» М. Лермонтова; Г. Нарковський — «Волки и овцы», «На бойком месте» О. Островського, Альховський — «Правда — хорошо, а счастье — лучше». О. Островського.

### Театр у 1950—1980-і роки
У 1952 році театр очолив Петро Вєтров — з діяльністю якого (у 1952—59 та 1963—68 як керівника об'єднаного Луганського російського та українського театрів) пов'язують становлення творчого закладу. Ним поставлені, зокрема, истави: «Разлом» Б. Лавреньова, «Макар Дубрава» О. Корнійчука, «Ученик дьявола» Б. Шоу, «Последние» М. Горького, режисер запам'ятався і як талановитий актор.
У цей період у постановках театру активно були зайняті артисти А. Захарова, А. Яценко, Б. Гусєв, Л. Кушнарьов, до колективу долучилася творча молодь — Н. Чуракова, Д. Вітченко, М. Заїка, В. Седловський, В. Гурін.
Восени 1959 року Петро Вєтров пішов з театру, за ним послідував ряд його однодумців, учнів: О. Коженовський, Е. Позднякова Є. Вєтрова, молоді актори Д. Вітченко, А. Губський, А. Дмітрієва, М. Заїка.
У наступні декілька років у театрі змінилися відразу три режисери (А. Фомін, С. Шпанов, В. Ненашев).
1 січня 1963 року Рада Міністрів УРСР ухвалила постанову про об'єднання 2 обласних українського та російського театрів у єдиний Луганський обласний драматичний театр з двома трупами — українською та російською.
Восени 1963 року відбулась знаменна подія в культурному житті міста — до театру повернувся режисер П. Вєтров з цілою когортою артистів — О. Коженовський, Є. Вєтрова, Е. Поздняков, Д. Вітченко, С. Сиротюк, М. Заїка, А. Дмітрієва, разом зними приїхали А. Хрунічев та Т. Кленова. І навіть після остаточного залишення театру Петром Ісідоровичем Вєтровим 1968 року, заклад зажив уже повноцінним сформованим творчом життям.
Новим режисером театру став В. Тімошин, який утвердився такими яскравими постановками як «Каменный властелин» та «Мещане», — він керував театром понад 15 років.
Нове сучасне багатофункціональне приміщення театру було введено в експлуатацію 6 листопада 1970 року, архітектор Г. Головченко.
На цей же час припадає фактичне розділення театру на дві окремі трупи — українську та російську.
Театр поповнився молодими талановитими акторами (Т. Шинакова, І. Сиротинська, Є. Коваль, Я. Гранко). Ставиться тоді переважно російська класика, зокрема п'єси О. Островського («Красавец-мужчина» і «Сердце не камень» поставлені В. Тімошиним, «Воспитанница» — О. Коженовським).
Тривалий час В. Тімошин працює під началом директора-керівника двох, української та російської, труп, заслуженого працівника культури УРСР В. Козенка.

### Театр за сучасності (1990—2000-ні)
У 1990 році Валентин Петрович Тімошин виходить на заслужений овідпочинок. На зміну йому на пост головного режисера прищначено Юрія Чернышова — у нелегкий період початку 1990-х йому вдається за 3 роки злійснити 11 постановок, серед них: «Жизнь и необычайные приключения солдата Ивана Чонкина» В. Войновича, «Когда спящий проснется» О. Єрнова, «Семейный ужин в половине второго» А. Павлова.
Від 1994 року театром керує народний артист України Павло Кленов, якому притаманні постановки на морально-побутову тематику — «Очаг» С. Альошина, «Три супруги — совершенства» А. Касони, «Семейный портрет с посторонним» С. Лобозерова. У тому ж 1994-му помітною подією стала постановка спектаклю «Мсье Амилькар или Человек, который платит» І. Жаміака, що була дипломною роботою молодого режисера, випускника Харківського інституту мистецтв Анатолія Москалено. Тоді ж головним режисером театру працює заслужений діяч мистецтв України Євген Головатюк, який за дуже коротки термін (2 роки) спромігся кардинально оновити репертуар — з'явилися спектаклі російської класики («Нахлебник» І. Тургенєва), зарубіжної класики («Тартюф» Ж.-Б. Мольєра і «Дом сумасшедших» Е. Скарпети), музичні вистави-комедії («Крошка» Ж. Летраза та «Виновник торжества» В. Константинова і Б. Рацера).
Від 1996 року художнім керівником закладу є його директор заслужений працівник культури України Віктор Даниловича Козенко. Нарешті в театрі поставлено чехівську п'єсу — «Вишневый сад».
Значною подією для театру стає те, що в серпні 1999 року український музично-драматичний театр отримує своє власне приміщення, тоді як російський відкриває 61-й театральний сезон у своєму власному самостійно.
Від вересня 2008 року театр очолює режисер Олег Александров (до того керівник міського театру драми в Сєвєродонецьку).
1 жовтня 2009 року театр відкрив свій ювілейний 70-й театральний сезон, а у день свого 70-річчя згідно з Наказом Міністерства культури і туризму України від 26 жовтня отримав статус академічного, і відповідно нову назву — Луганський академічний обласний російський драматичний театр.

## Діючий репертуар і колектив
Діючий репертуар Луганського академічного обласного російського драматичного театру налічує понад 30 вистав, 8 з яких для дітей молодшого та середнього віку.
Продовжуючи традиції засновників, театр приділяє велику увагу творам класичної драматургії. У репертуарній афіші «Плутни Скапена» Ж.-Б. Мольєра і «С любовью не шутят» П. Кальдерона, «Поздняя любовь» та «Последняя жертва» О. Островського, «Гранатовый браслет» О. Купріна, «Иудушка» О. Олександровича за твором М. Салтикова-Щедріна.
Незмінним успіхом користуються вистави «Кабала святош» М. Булгакова, «Королевские игры» Г. Горіна, «Очень простая история» М. Ладо, «Третье слово» А. Касони, «Додо» К. Петона тощо.
Театр плідно співпрацює з сучасними українськими драматургами О. Марданєм, Г. Яблонською та іншими.
Колектив Луганського академічного обласного російського драматичного театру становить 120 працівників, серед яких 41 актор, 21 спеціаліст художньо-керівного складу та 58 працівників технічних цехів. Театр пишається своїм творчим складом, у якому:
- 3 народних артиста України — Павло Кльонов, Світлана та Дмитро Вітченки;
- 6 заслужених артистів України — Олександр Бондаренко, Євген Кравцов, Валерій Музика, Світлана Сиротюк, Володимир Смірнов, Поліна Шкуратова;
- лауреат премії ім. А. Бучми Валерій Музика;
- лауреат премії ім. М. Крушельницького Дмитро Вітченко[2].

## Виноски
1. ↑  Лісний Вадим У день свого 70-річчя Луганський обласний російський драматичний театр став академічним[недоступне посилання] // інф. за 27 жовтня 2009 року від Укрінформ
2. ↑  Луганський академічний обласний російський драматичний театр [Архівовано 23 березня 2014 у Wayback Machine.] на Офіційна вебсторінка Управління культури і туризму Луганської обласної державної адміністрації [Архівовано 23 листопада 2009 у Wayback Machine.]